# 高唐之战
高唐之战，公元前554年（周灵王十八年，鲁襄公十九年，齐灵公二十八年，晋平公四年），齐国城邑高唐（今山东省高唐县东北）爆发的内战。
齐灵公开始立公子光立为太子。姬妾中有仲子，戎子，戎子受宠。仲子生了公子牙，托付给戎子抚养，戎子请求立公子牙为太子，虽然公子牙的生母仲子表示反对。但齐灵公把太子光迁移到东部边境，立公子牙为太子，派高厚做太子太傅，让夙沙卫做太子少傅。齐灵公生病时，崔杼暗中把公子光接回，在齐灵公病危时，立公子光为太子。公子光杀了戎子，把尸体摆在朝堂上。
前554年五月二十九日，齐灵公去世。太子光即位为齐庄公，在句渎之丘逮捕了公子牙，夙沙卫逃亡到高唐并且起兵。晋国的士匄入侵齐国，到达穀地，得知齐灵公的丧事于是撤回。八月，齐国崔杼杀高厚，然后兼并了他的采邑。齐国的庆封率军包围高唐，没有取胜。十一月，齐庄公亲自率军包围高唐。见到夙沙卫在城上，大声喊他。夙沙卫于是下来。齐庄公问夙沙卫防守的情况，夙沙卫说没什么防备。齐庄公向夙沙卫作揖，夙沙卫还揖以后，再登上城墙。他听说齐军将要依着城墙进攻，就让高唐人吃顿好的。殖绰、工偻会在夜里垂绳子到城下，迎接齐军进城。高唐城克，夙沙卫被俘，在军中剁成肉酱。